# Okolica boczna brzucha
Okolica boczna brzucha (łac. regio abdominis lateralis) – w anatomii człowieka, jedna z parzystych okolic brzucha. Okolice boczne brzucha (łac. regiones abdominis laterales) wraz z okolicą pępkową tworzą śródbrzusze.
Okolica boczna brzucha ma kształt prostokątny. Górną granicę okolicy tworzy umowna górna linia poprzeczna brzucha, dolną – dolna linia poprzeczna brzucha.
Okolica boczna brzucha graniczy przyśrodkowo od przodu z okolicą pępkową; przyśrodkowo od przodu ku górze, punktowo, z okolicą nadpępczą; przyśrodkowo od przodu ku dołowi, punktowo, z okolicą łonową; przyśrodkowo od tyłu z okolicą lędźwiową; przyśrodkowo od tyłu ku górze, punktowo, z okolicą podłopatkową. Od góry okolica boczna brzucha graniczy z okolicą podżebrową. Od dołu – z okolicą pachwinową (od przodu) oraz miedniczą (od tyłu).